# (34272) Veeramacheneni
2000 QQ132 (asteroide 34272) é um asteroide da cintura principal. Possui uma excentricidade de 0.02086710 e uma inclinação de 9.96633º.
Este asteroide foi descoberto no dia 26 de agosto de 2000 por LINEAR em Socorro.